# Şorsulu
Şorsulu är en ort i Azerbajdzjan.   Den ligger i distriktet Saljan, i den sydöstra delen av landet, 140 km sydväst om huvudstaden Baku. Antalet invånare är 3 004.
Terrängen runt Şorsulu är mycket platt. Närmaste större samhälle är Aşağı Surra, 17,0 km öster om Şorsulu.
Trakten runt Şorsulu består till största delen av jordbruksmark. Runt Şorsulu är det ganska glesbefolkat, med 47 invånare per kvadratkilometer.